# Brogadefundet
Brogadefundet er et depotfund bestående af 2266 mønter med en samlet vægt på omkring 32 kg, der blev fundet i Brogade i Køge den 11. november 1987.
Fundet blev gjort i forbindelse med nedgravning af et el-kabel i Købmand Langkildes gård i Brogade 17, Køge. Køge Museum lavede en udgravning og fandt, at skatten havde ligget i en trækasse.
Skatten består stort set udelukkende af danske mønter og primært af mønter med høj værdi (mark, 2-mark og 4-mark). Den ældste mønt var en 8-skilling fra 1608. Ud over en mark fra 1615 er alle mønterne slået mellem 1644 og 1673, og de fordeler sig på ganske få typer. 1- og 2-mark slået under Christian 4. fra 1644-1646 er de hyppigste. Mønterne er slået, mens  Corfitz Ulfeldt var rigshofmester og kaldes også Hebræere eller Ulfeldterne.
Der var også en del mønter fra Frederik 3., som regerede 1648-1670. Der var 293 mønter slået under Christian 5. i 1671, hvoraf ca. 200 var nyslåede. Størstedelen er slået med et bagsidestempel, som egentlig var fremstillet til at præge mønter i 1670, og nullet er rettet til et 1-tal, hvilket kan ses på mange af mønterne. Foruden mønter slået i København var der mønter slået i Kristiania (Oslo, Norge) og Glückstadt (Tyskland).
Skatten er sandsynligvis nedlagt mellem 1673 og 1676. Gården, hvor skatten er fundet, var ejet af Jens Falch, der var en af byens fremmeste indbyggere og største skatteydere. Det er foreslået, at skatten var gemt af Falchs første kone, Anna Andersdatter, der døde i barselsseng i 1676. Såfremt kun hun har kendt gemmestedet, vil det forklare, hvorfor skatten ikke blev gravet op igen. Skattens værdi var på ca. 1500 daler, mens hele købmandsgården havde en værdi på 900 daler, så skatten har udgjort en formue.
Fundet adskiller sig fra andre møntskatte fra 1600-tallet ved, at det stort set udelukkende består af danske mønter, og at ingen af mønterne er speciedalere. Mønterne fra 1671 findes ikke i andre skattefund fra perioden, og det antages, at alle disse mønter er blevet erhvervet samtidig.